# 西海里站
西海里站（朝鲜语：서해리역；）曾为朝鲜铁路西海里线上的一个车站，位于黄海南道殷栗郡西海里，启用及废止时间不明。